# Liste der Naturdenkmale in Uetze
Die Liste der Naturdenkmale in Uetze nennt die Naturdenkmale in Uetze in der Region Hannover in Niedersachsen.

## Naturdenkmale
Im Gebiet der Gemeinde Uetze sind 6 Naturdenkmale verzeichnet.
| Bild            | Bezeichnung  | Ort, Lage                                      | Beschreibung | Schutzzweck                      | Nummer   |
| --------------- | ------------ | ---------------------------------------------- | --- | -------------------------------- | -------- |
| BW              | Eichenreihe  | Dollbergen (52° 25′ 1,2″ N, 10° 10′ 57,2″ O)   | Die Bäume haben die Luftangriffe des Zweiten Weltkriegs auf die Raffinerie und die angrenzenden Bahnanlagen unbeschadet überstanden. Sie sind besonders für die Natur- und Heimatkunde von Bedeutung. Die Bäume haben auch eine besondere Bedeutung für das Landschaftsbild, das sie mit ihrer Eigenart und Schönheit prägen. |                                  | ND-H 057 |
| BW              | Stieleiche   | Hänigsen (52° 29′ 5,5″ N, 10° 6′ 8,2″ O)       | Die ca. 200 Jahre alte Hof-Eiche ist prägend für das Ortsbild. Aufgrund ihres Freistandes konnte sie eine für diese Art seltene und schöne Form in beeindruckender Mächtigkeit entfalten. |                                  | ND-H 062 |
| Fotos hochladen | 1 Stieleiche | Dedenhausen (52° 25′ 58,2″ N, 10° 13′ 29,2″ O) | Es handelt sich um einen ca. 180 Jahre alten markanten und ortsbildprägenden Baum. Der artgerechte Wuchs und die große ebenmäßige Krone beherrschen den Schulhof. |                                  | ND-H 116 |
| BW              | Stieleiche   | Dedenhausen (52° 25′ 59,2″ N, 10° 13′ 28,6″ O) | Es handelt sich um eine ca. 150 Jahre alte Stieleiche, die mit ihrer Eigenart und Schönheit das Bild des Hofgrundstücks prägt. |                                  | ND-H 117 |
| BW              | Fleth        | Eltze (52° 29′ 51,2″ N, 10° 16′ 55,3″ O)       | Schutz einer vom Aussterben bedrohten Pflanzenart und seltenen Grünlandgesellschaft wegen ihrer Bedeutung für Wissenschaft, Natur- und Heimatkunde und wegen ihrer Seltenheit und Schönheit. |                                  | ND-H 197 |
| BW              | Stieleiche   | Uetze (52° 26′ 22,9″ N, 10° 11′ 33,4″ O)       | Mindestens 180 Jahre alter Baum mit 3,90 m Stammumfang und schöner, gleichmäßiger Krone, der das von Ackerbau geprägte Landschaftsbild dominiert. | Dominanz, Eigenart und Schönheit | ND-H 263 |

## Ehemalige Naturdenkmale
Seit dem Jahr 2001 wurde der Schutz für ein Naturdenkmal in Uetze aufgehoben.
| Bild            | Bezeichnung                   | Ort, Lage                              | Beschreibung | Schutzzweck    | Nummer   |
| --------------- | ----------------------------- | -------------------------------------- | --- | -------------- | -------- |
| Fotos hochladen | Friedrich-Hanne-Wacholderhain | Uetze (52° 28′ 14″ N, 10° 16′ 33,6″ O) | Die Fläche hat ihre Schutzwürdigkeit nach § 27 NNatG verloren, da vom damaligen Schutzobjekt (Magerrasenrest) nur noch der Gehölzbestand aus Wacholder-Sträuchern geblieben ist. | Magerrasenrest | ND-H 137 |